# Røros kopparverk

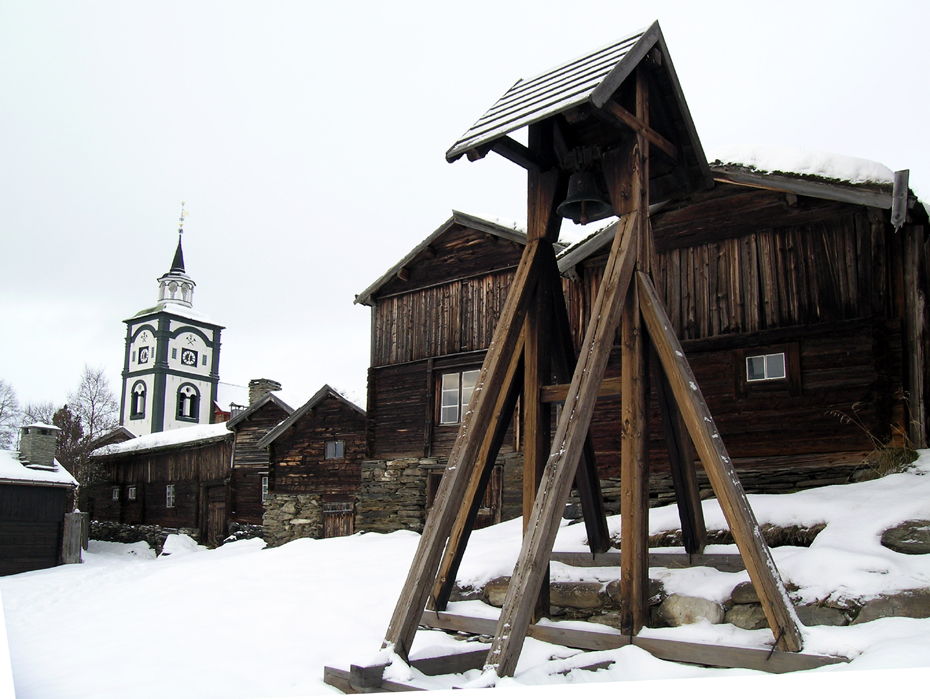
Hyttklocka vid Røros kopparverk.

Røros kopparverk bestod av ett antal numera nedlagda koppargruvor vid Røros i Norge.
Det första bergverket fick sina privilegier på de 1644 efter att fynd av kopparmalm gjorts i fjällen. Huvudgruvorna i nyare tid var Nye Storwarz, upptäckt 1708, 8 km nordöst om Røros, Kongens gruve, öppnad 1734, 14 km nordväst om staden, Muggruben, öppnad för verksamhet 1770, omkring 18 km nordväst om Røros. Men dessutom fanns det en mängd andra gruvor och fyndigheter, delvis spridda på ganska betydligt avstånd från staden. För drift av bland annat gruv- och anrikningsmaskiner anlades 1896 en elektrisk kraftstation vid Kuråsfoss i Glomma. 
Røros kopparverk ägdes ursprungligen av ett bolag (participantskap), men övergick den 1 januari 1910 till ett aktiebolag med säte och kontor i Trondheim. Kopparverket gick slutligen i konkurs och driften upphörde vid årsskiftet 1977/1978.